# Panicum sumatrense
Panicum sumatrense là một loài thực vật có hoa trong họ Hòa thảo. Loài này được Roth mô tả khoa học đầu tiên năm 1817.

## Hình ảnh

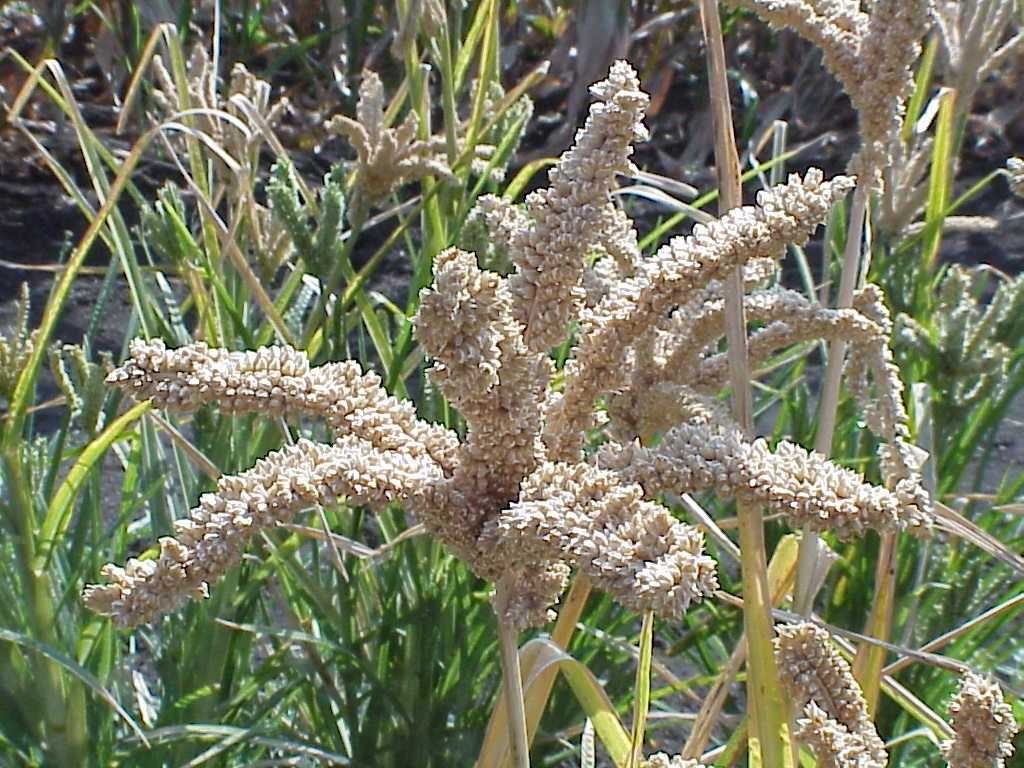
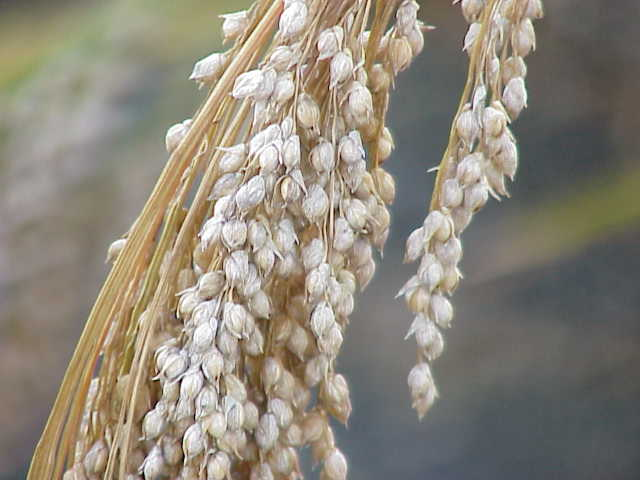
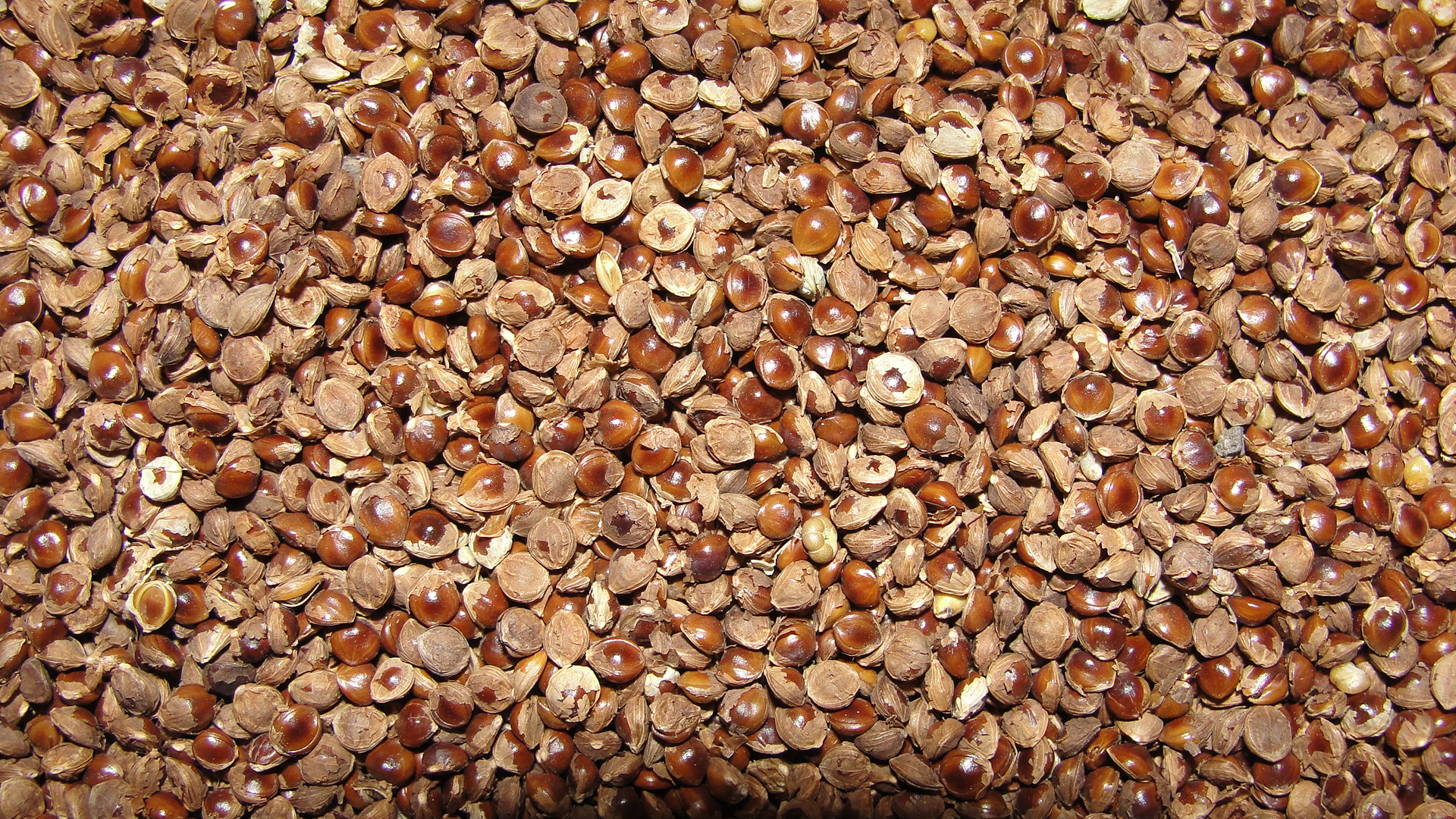